# Campionat del Món de ciclisme en contrarellotge masculí sub-23
El Campionat del món de ciclisme en contrarellotge masculí sub-23 és una de les curses ciclistes que formen part dels Campionats del món de ciclisme en ruta. La cursa s'acostuma a desenvolupar-se al final de la temporada ciclista ordinària. La primera edició data del 1996 i està reservada a ciclistes menors de 23 anys.
És una competició organitzada per la Unió Ciclista Internacional i es disputa anualment en un país diferent. La prova es realitza en un circuit, i excepcionalment, per l'equip nacional (els ciclistes durant la resta de l'any participen sota el seu equip de marca). El guanyador de la prova obté el mallot irisat que ostenta durant l'any següent al campionat en totes les competicions en què pren part.

## Palmarès
| Campionat                        | Or                          | Plata                       | Bronze                    |
| 1996 Lugano detalls              | Luca Sironi (ITA)           | Roberto Sgambelluri (ITA)   | Andreas Klöden (GER)      |
| 1997 Donostia detalls            | Fabio Malberti (ITA)        | László Bodrogi (HUN)        | David George (RSA)        |
| 1998 Valkenburg detalls          | Thor Hushovd (NOR)          | Frédéric Finot (FRA)        | Gian-Mario Ortenzi (ITA)  |
| 1999 Verona detalls              | Iván Gutiérrez (ESP)        | Michael Rogers (AUS)        | Evgeni Petrov (RUS)       |
| 2000 Plouay detalls              | Evgeni Petrov (RUS)         | Fabian Cancellara (SUI)     | Michael Rogers (AUS)      |
| 2001 Lisboa detalls              | Danny Pate (EUA)            | Sebastian Lang (GER)        | James Lewis Perry (RSA)   |
| 2002 Zolder and Hasselt detalls  | Tomas Vaitkus (LTU)         | Alexandre Bespalov (RUS)    | Sérgio Paulinho (POR)     |
| 2003 Hamilton detalls            | Markus Fothen (GER)         | Niels Scheuneman (NED)      | Alexandre Bespalov (RUS)  |
| 2004 Verona detalls              | Janez Brajkovič (SVN)       | Thomas Dekker (NED)         | Vincenzo Nibali (ITA)     |
| 2005 Madrid detalls              | Mikhaïl Ignàtiev (RUS)      | Dmitrò Hrabovski (UKR)      | Peter Latham (NZL)        |
| 2006 Salzburg detalls            | Dominique Cornu (BEL)       | Mikhaïl Ignàtiev (RUS)      | Jérôme Coppel (FRA)       |
| 2007 Stuttgart detalls           | Lars Boom (NED)             | Mikhaïl Ignàtiev (RUS)      | Jérôme Coppel (FRA)       |
| 2008 Varese detalls              | Adriano Malori (ITA)        | Patrick Gretsch (GER)       | Cameron Meyer (AUS)       |
| 2009 Mendrisio detalls           | Jack Bobridge (AUS)         | Nélson Oliveira (POR)       | Patrick Gretsch (GER)     |
| 2010 Melbourne i Geelong detalls | Taylor Phinney (EUA)        | Luke Durbridge (AUS)        | Marcel Kittel (GER)       |
| 2011 Copenhagen detalls          | Luke Durbridge (AUS)        | Rasmus Quaade (DEN)         | Michael Hepburn (AUS)     |
| 2012 Valkenburg detalls          | Anton Vorobyev (RUS)        | Rohan Dennis (AUS)          | Damien Howson (AUS)       |
| 2013 Florència detalls           | Damien Howson (AUS)         | Yoann Paillot (FRA)         | Lasse Norman Hansen (DEN) |
| 2014 Ponferrada detalls          | Campbell Flakemore (AUS)    | Ryan Mullen (IRL)           | Stefan Küng (SUI)         |
| 2015 Richmond detalls            | Mads Würtz Schmidt (DEN)    | Maximilian Schachmann (GER) | Lennard Kämna (GER)       |
| 2016 Doha detalls                | Marco Mathis (GER)          | Maximilian Schachmann (GER) | Miles Scotson (AUS)       |
| 2017 Bergen detalls              | Mikkel Bjerg (DEN)          | Brandon McNulty (EUA)       | Corentin Ermenault (FRA)  |
| 2018 Innsbruck detalls           | Mikkel Bjerg (DEN)          | Brent Van Moer (BEL)        | Mathias Norsgaard (DEN)   |
| 2019 Yorkshire detalls           | Mikkel Bjerg (DEN)          | Ian Garrison (EUA)          | Brandon McNulty (EUA)     |
| 2020 Imola detalls               | No realitzat                | No realitzat                | No realitzat              |
| 2021 Flandes detalls             | Johan Price-Pejtersen (DEN) | Lucas Plapp (AUS)           | Florian Vermeersch (BEL)  |
| 2022 Wollongong detalls          | Søren Wærenskjold (NOR)     | Alec Segaert (BEL)          | Leo Hayter (GBR)          |
| 2023 Glasgow detalls             | Lorenzo Milesi (ITA)        | Alec Segaert (BEL)          | Hamish McKenzie (AUS)     |
| 2024 Zuric detalls               | Iván Romeo                  | Jakob Söderqvist            | Jan Christen              |

## Medaller
| Posició | País          | Or | Plata | Bronze | Total |
| 1       | Dinamarca     | 5  | 1     | 2      | 8     |
| 2       | Austràlia     | 4  | 4     | 7      | 15    |
| 3       | Itàlia        | 4  | 1     | 2      | 7     |
| 4       | Rússia        | 3  | 3     | 2      | 8     |
| 5       | Alemanya      | 2  | 4     | 4      | 10    |
| 6       | Estats Units  | 2  | 2     | 1      | 5     |
| 7       | Noruega       | 2  | 0     | 0      | 2     |
| 7       | Espanya       | 2  | 0     | 0      | 2     |
| 9       | Bèlgica       | 1  | 3     | 1      | 5     |
| 10      | Països Baixos | 1  | 2     | 0      | 3     |
| 11      | Lituània      | 1  | 0     | 0      | 1     |
| 11      | Eslovènia     | 1  | 0     | 0      | 1     |
| 13      | França        | 0  | 2     | 3      | 5     |
| 14      | Suïssa        | 0  | 1     | 2      | 3     |
| 15      | Portugal      | 0  | 1     | 1      | 2     |
| 16      | Hongria       | 0  | 1     | 0      | 1     |
| 16      | Irlanda       | 0  | 1     | 0      | 1     |
| 16      | Ucraïna       | 0  | 1     | 0      | 1     |
| 16      | Suècia        | 0  | 1     | 0      | 1     |
| 20      | Sud-àfrica    | 0  | 0     | 2      | 2     |
| 21      | Regne Unit    | 0  | 0     | 1      | 1     |
| 21      | Nova Zelanda  | 0  | 0     | 1      | 1     |
| 21      | Total         | 28 | 28    | 28     | 84    |